# Eutrichota processualis
Eutrichota processualis är en tvåvingeart som beskrevs av Griffiths 1984. Eutrichota processualis ingår i släktet Eutrichota och familjen blomsterflugor. Inga underarter finns listade i Catalogue of Life.